# Meguro-san wa hajimete janai
Meguro-san wa hajimete janai (目黒さんは初めてじゃない?), noto anche con il titolo internazionale Meguro-san Is Not the First Time, è un manga scritto e disegnato da Kudo, pubblicato dalla Kōdansha su Palcy a partire dal 19 marzo 2018.

## Trama
Koga è segretamente innamorato di Meguro, la ragazza più bella dell'istituto in cui studia; dopo aver preso coraggio, e per togliersi una volta per tutte il pensiero, decide infine di dichiararsi, pensando che quasi sicuramente sarebbe stato comunque respinto. La ragazza, invece, accetta la dichiarazione, ma subito dopo afferma in maniera quasi indifferente di non essere vergine. Koga rimane inizialmente scosso dalle parole di Meguro, e si sente quasi preso in giro, ma decide comunque di uscire con lei. 
Con il passare del tempo, il ragazzo inizia infine a conoscere sempre più dettagli sulla fidanzata, tra cui il suo triste passato costellato di abusi e il fatto che in realtà possieda un animo davvero sensibile. Koga decide così di stare sempre più vicino alla ragazza, e anche Meguro si innamora davvero di lui: incidentalmente, il loro rapporto risulta così essere un vero e proprio percorso di formazione e crescita per entrambi.

## Manga

### Volumi
| Nº | Data di prima pubblicazione | Data di prima pubblicazione | Data di prima pubblicazione |
| Nº | Giapponese                  | Giapponese                  |                             |
| -- | --------------------------- | --------------------------- | --------------------------- |
| 1  | 13 novembre 2018            | ISBN 978-4-06-513856-4      |                             |
| 2  | 12 aprile 2019              | ISBN 978-4-06-514901-0      |                             |
| 3  | 8 novembre 2019             | ISBN 978-4-06-517807-2      |                             |
| 4  | 8 maggio 2020               | ISBN 978-4-06-519409-6      |                             |
| 5  | 9 novembre 2020             | ISBN 978-4-06-521521-0      |                             |